# 星期六問責
星期六問責是由香港電台公共事務組製作的一個時事節目，每期均會邀請一些社會人士或政府高官就本週的社會議題和主持人及公眾進行討論。一至兩人主持。播出時間為星期六上午8時至9時，在香港電台第一台和港台電視31同步直播。

## 內容
《星期六問責》主要是由主持人發問，並由聽眾在電話發表意見。嘉賓主要是參政人士。每期節目都會圍繞本週的社會、時事議題進行討論。而香港特別行政區行政長官和財政司司長也會在施政報告和財政預算案發表後在本節目解釋報告和討論。
在香港，同類型的節目有《千禧年代》，商業電台的《在晴朗的一天出發》等。
此外，若駐港解放軍需於星期六進行射擊訓練，有關消息會在當日的《星期六問責》中播出，呼籲市民在指定時間內切勿進入指定靶場範圍。

## 部分曾任或現任主持
- 陳燕萍
- 葉冠霖
- 梁仲禮
- 呂秉權
- 鄭婉薇
- 陳景祥
- 林詠雯
- 蕭洛汶
- 朱錫君
- 陳亮均
- 陸宇光
- 高福慧
- 李文
- 張鳳萍

## 播出
自2016年起，節目於香港電台第一台和港台電視31同步播出。

## 外部連結
- 香港電台第一台《星期六問責》官方網站 （页面存档备份，存于）
- 港台電視31《星期六問責》官方網站 （页面存档备份，存于）